# Chiesa di San Michele Arcangelo (Borgo d'Ale)
La chiesa di San Michele Arcangelo è la parrocchiale di Borgo d'Ale, in provincia ed arcidiocesi di Vercelli; fa parte del vicariato di Santhià.
Si tratta dell'ultima opera dell'architetto torinese Bernardo Vittone. È stata realizzata fra il 1771 e il 1778 sulla preesistente chiesa cinquecentesca. Sorge al centro del piccolo comune del vercellese e si denota come uno dei più pregevoli edifici tardo barocchi del Piemonte.

## Descrizione

### Gli interni
La chiesa è dotata di una pianta centrale, esagonale, e a ciascun lato corrisponde un'abside. Le sei absidi sono coperte da catini decorati con stucchi a foggia di conchiglia. Un'abside corrisponde all'ingresso della chiesa e ospita una bussola in legno di noce. Dal lato opposto, sullo stesso asse, è collocato l'altare maggiore e una balaustra, che separa il presbiterio dal vano centrale, entrambi in marmi policromi. Le altre absidi ospitano quattro altari, rispettivamente della Beata Vergine del Rosario, di San Giuseppe agonizzante, di San Sebastiano e del Suffragio delle Anime del Purgatorio.
Gli interni sono trattati con intonaci molto chiari e stucchi lavorati finemente, e la pavimentazione è costituita da una scacchiera, chiara e scura, originariamente in pietra di Barge.

### La cupola e il loggiato
La cupola vittoniana è sostenuta da sei possenti colonne, da cui si dipartono altrettanti costoloni, ed è culminata da una lanterna. In prossimità del piano d'imposta della cupola si sviluppa un loggiato, che si affaccia sul vano centrale con sei aperture a forma d'ellisse, decorate con una coppia di angeli ciascuna. Dalla lanterna e dalle finestre sul perimetro esterno del loggiato entra la luce, creando un gioco di chiari e scuri tipico delle architetture del Vittone.

### L'esterno
Gli esterni della chiesa di San Michele Arcangelo sono caratterizzati da un'alternanza di forme concave e convesse, che ricordano l'architettura di Borromini, dal bianco delle colonne, delle paraste e delle trabeazioni, e dal rosso del laterizio. La facciata, posta verso nord-ovest, lungo corso Matteotti, è contrassegnata da un frontone curvo, al cui interno del cui timpano campeggia l'anno di fondazione, il 1778. La cupola, originariamente ricoperta di coppi, è composta da lastre di piombo, mentre la copertura del loggiato è, tuttora, in tegole rosse. La lanterna è sovrastata da una sfera con una croce.